# Stor-Sundsjön
Stor-Sundsjön är en sjö i Sundsvalls kommun i Medelpad och ingår i Ljungans huvudavrinningsområde. Sjön är 22,1 meter djup, har en yta på 2,46 kvadratkilometer och befinner sig 256,1 meter över havet. Sjön avvattnas av vattendraget Skravelån. Vid provfiske har bland annat abborre, gers, gädda och mört fångats i sjön.

## Delavrinningsområde
Stor-Sundsjön ingår i det delavrinningsområde (694661-155254) som SMHI kallar för Utloppet av Stor-Sundsjön. Medelhöjden är 291 meter över havet och ytan är 15,86 kvadratkilometer. Det finns inga avrinningsområden uppströms utan avrinningsområdet är högsta punkten. Skravelån som avvattnar avrinningsområdet har biflödesordning 3, vilket innebär att vattnet flödar genom totalt 3 vattendrag innan det når havet efter 124 kilometer. Avrinningsområdet består mestadels av skog (77 procent). Avrinningsområdet har 2,83 kvadratkilometer vattenytor vilket ger det en sjöprocent på 17,8 procent.

## Fisk
Vid provfiske har följande fisk fångats i sjön:
- Abborre
- Gärs
- Gädda
- Mört
- Nors